# JR貨物UR17A形コンテナ
UR17A形コンテナ（UR17Aがたコンテナ）は、日本貨物鉄道（JR貨物）輸送用として籍を編入している12ft級・内容積17m3の鉄道私有コンテナ（冷蔵コンテナ）である。

## 概要
本形式の数字部位 「 17 」は、コンテナの容積を元に決定される。このコンテナ容積 17m3の算出は、厳密には端数四捨五入計算の為に、内容積16.5 - 17.4m3の間に属するコンテナが対象となる。
また形式末尾のアルファベット一桁部位「A」は、コンテナの使用用途（主たる目的）が「普通品の輸送」を表す記号として付与されている。

## 特記事項
2021年（令和3年）3月31日現在、日本石油輸送所有の個体は、70000番台のみで249個が日本石油輸送に籍を置き、使用されている。

## 番台毎の概要
- 番台は0番台、500番台、2500番台、70000番台の4種類に分けられている。

### 0番台
1
日本石油輸送所有。
2 - 10
函館運送所有。総重量6.7t。

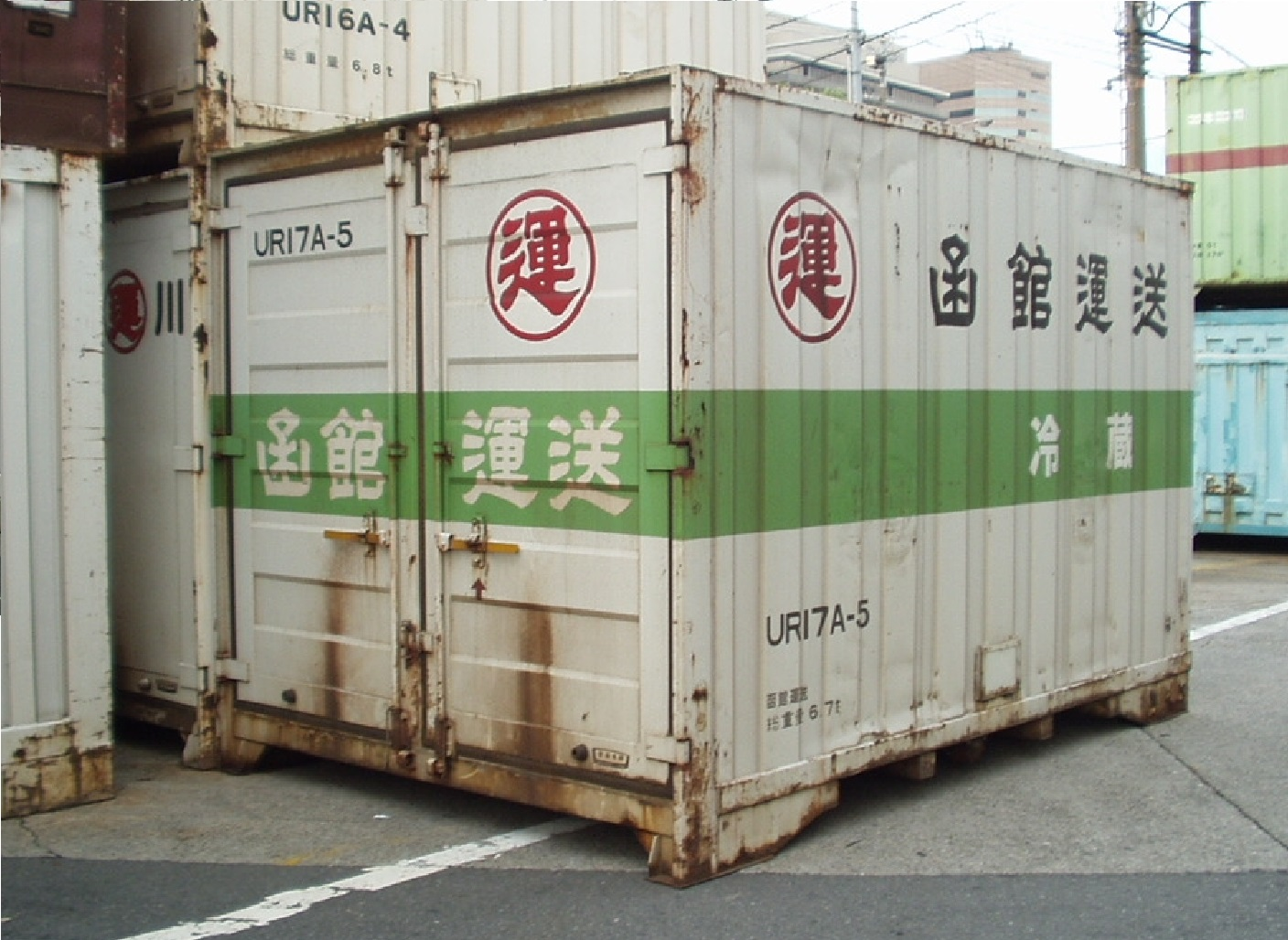
UR17A-5 函館運送所有。

### 500番台
501 - 2500
日本石油輸送所有。総重量6.8t。

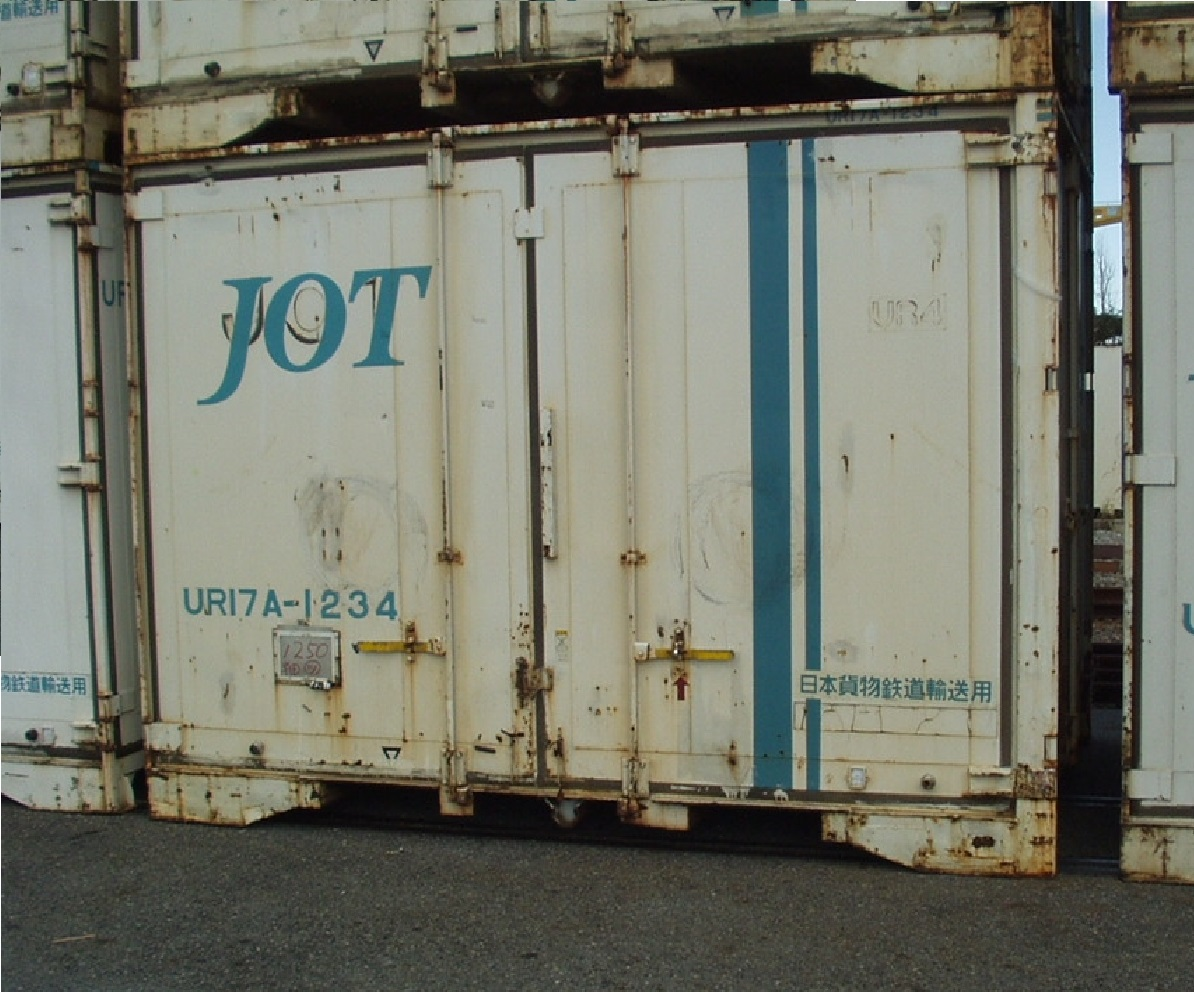
UR17A-1234 日本石油輸送所有。

### 2500番台
2501 - 2510
函館運送所有。総重量6.8t。扉位置は片妻開き。

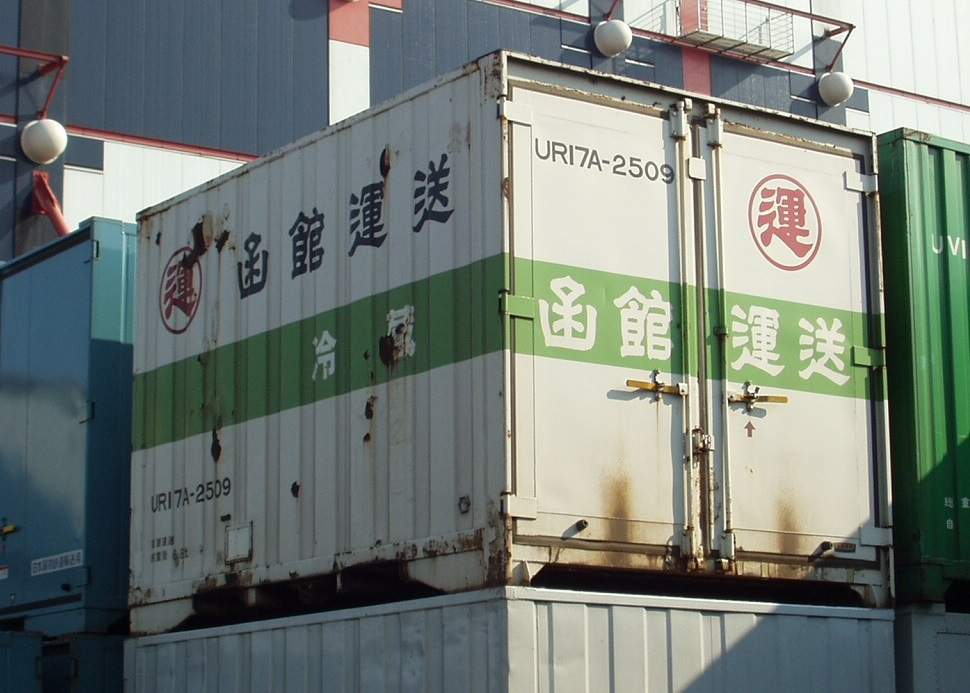
UR17A-2509 函館運送所有。

### 70000番台
70001 - 70250
日本石油輸送所有。全高2,500mm、全長3,715mm、全幅2,490mm（規格外）、床面積7.8m2、内容積16.5m3、総重量6.8t、荷重4.7t、自重2.2t。扉位置はL字二方開き。
真空断熱パネル採用により、高い断熱性能を実現した。それまでUF15A形・UF16A形などの冷凍コンテナで行ってきた低温輸送や、常温での定温輸送を置き換えている。「SUPER UR」の愛称がある。
70251 - 70255
メディセオ所有。扉位置はL字二方開き。70251 - 70253が赤、70254・70255が青。2022年7月より運用開始。低温状態を120時間以上維持可能な、「va-Q-proof（バキュプルーフ）」を導入している。

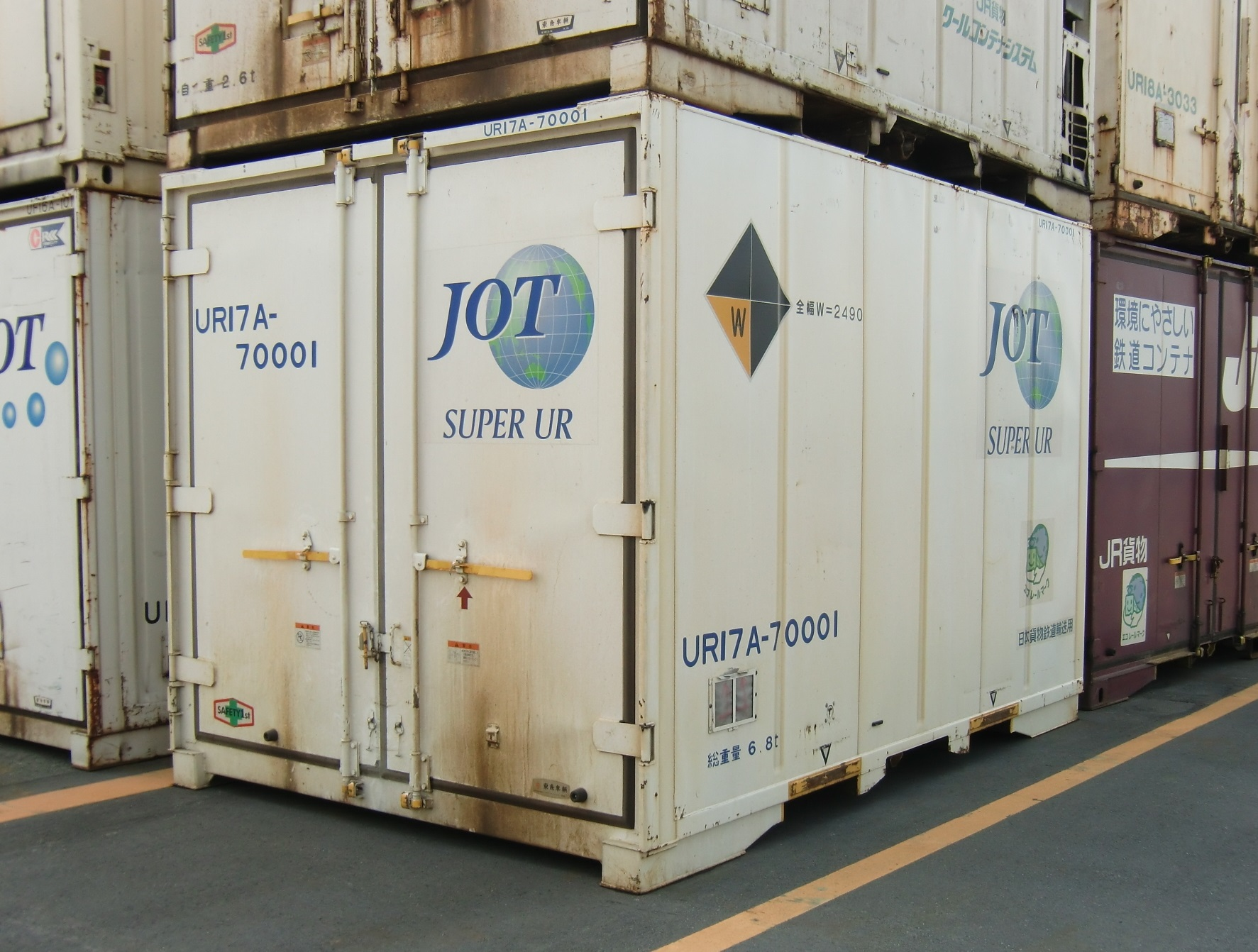
UR17A-70001 日本石油輸送所有。